# Леонардо Падура

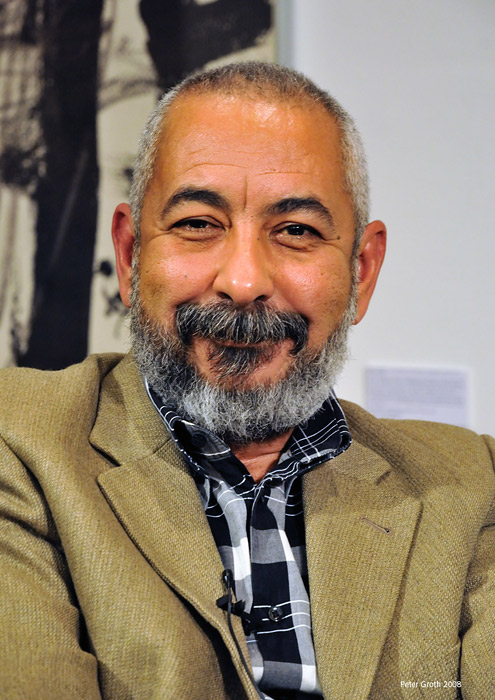
Леонардо Падура в Берліні, 2008

Леонардо Падура (ісп. Leonardo Padura Fuentes, *1955, Гавана) — кубинський письменник і журналіст.

## Біографія
Закінчив Гаванський університет за спеціальністю «Література Латинської Америки ». З 1980 року працював у журналі Caimán Barbudo .

## Творчість
Автор кіносценаріїв, декількох збірок новел і серії соціальних романів з детективної інтригою і наскрізним головним героєм, лейтенантом Маріо Конде. Перші чотири склали тетралогію  Пори року  (1991-1998). У 2005 році до них додалися ще два: Прощавай, Хемінгуею і Вчорашній туман. У 2011 він написав сценарій до фільму Гавана, я люблю тебе.

## Вибрані твори
- Según pasan los años / Так минають роки (1989, новели)
- Pasado perfecto / Бездоганна минуле (1991)
- Vientos de cuaresma / Вітер на Великий піст (1994, Національна літературна премія)
- Un camino de medio siglo:Alejo Carpentier y la narrativa de lo real maravilloso / Шлях за півстоліття. Алехо Карпентьєр і роман про чудесну реальності (1994, есе)
- Mascaras / Маски (1997)
- La puerta de Alcalá y otras cacerías / Ворота Алькала та інші трофеї (1997, новели)
- Paisaje de otoño / Осінній пейзаж (1998)
- Modernidad, posmodernidad y novela policial / Модерн, постмодерн і детективний роман (2000, есе)
- La novela de mi vida (2002)
- Adiós Hemingway / Прощавай, Хемінгуей (2005, Німецька премія за кримінальний роман)
- La neblina del ayer / Вчорашній туман (2005)

## Визнання
Лауреат премії Геммета, яку присуджує Міжнародна асоціація авторів детективів (1998, 1999). Книги Леонардо Падури перекладені англійською, німецькою, французькою, італійською, китайською та іншими мовами.